# Західна Тіра – F3
Західна Тіра — F3 — трубопровід, що з'єднує основний газовий процесинговий центр данського сектору Північного моря з платформою F3 у Нідерландах.
Запаси данського сектору виявились не такими значними, як у Норвегії чи Великій Британії, проте помірне внутрішнє споживання дозволило певний час здійснювати експорт блакитного палива. Для цього зокрема з'єднали родовище Тіра, через яке проходить майже 90 % всього видобутого у Данії газу, із платформою F3 на шельфі Нідерландів, звідки продукція постачається у газотранспортну систему цієї країни через систему NOGAT.
Газопровід був введений в експлуатацію у 2004 році. Його довжина 99 км, діаметр 650 мм, а максимальна потужність 5,5 млрд м³ на рік. Втім, обсяги видобутку у данському секторі не дозволяють використовувати ці можливості повною мірою. Так, у 2011 експорт до Нідерландів становив 0,7 млрд м³. У 2014 він скоротився до менш ніж 0,55 млрд м³. Можливо відзначити, що на початку 2010-х років Данія сама почала імпортувати газ з німецького напрямку.